# شهرستان فینی (کانزاس)
شهرستان فینی، کانزاس (به انگلیسی: Finney County, Kansas) یک سکونتگاه مسکونی در ایالات متحده آمریکا است که در کانزاس واقع شده‌است.